# Simulium versicolor
Simulium versicolor är en tvåvingeart som först beskrevs av Rubtsov 1956.  Simulium versicolor ingår i släktet Simulium och familjen knott. Inga underarter finns listade i Catalogue of Life.